# Albareto (meteorite)
Albareto è una meteorite caduta nel luglio del 1766 vicino ad Albareto (quartiere di Modena). Spesso il luogo di caduta di questa meteorite è erroneamente indicato in provincia di Parma perché confuso con l'omonimo paese di Albareto (PR).

## Composizione e classificazione
Albareto è una condrite ordinaria di transizione tra il gruppo L e il gruppo LL e appartiene al tipo petrologico 4.
Il frammento della meteorite di Albareto conservato presso il museo Gemma 1786 è ricoperto per un terzo di crosta di fusione dal colore bruno rossastro caratterizzato da fini screpolature. Le superfici di frattura del frammento presentano un grado di compattezza diverso: più friabile in alcune parti, più compatto in altre. Su queste superfici sono riconoscibili minuscoli aggregati vitrei di olivina che è il costituente più abbondante e piccoli corpi metallici che furono classificati dal mineralogista Gustav Rose come troilite ricoperti di prodotti di alterazione. Ad una osservazione al microscopio sono riconoscibili abbondanti impregnazioni di limonite e pirosseno rombico e monoclino.

## Esemplari
Un frammento di questa meteorite è conservato presso il Museo Gemma 1786 del Dipartimento di Scienze Chimiche e Geologiche dell'Università di Modena e Reggio Emilia.

## Storia
La caduta della meteorite di Albareto è documentata nel trattato del filosofo naturalista Domenico Troili dal titolo Della caduta di un sasso dall'aria, ragionamento dedicato alle altezze serenissime Benedetta ed Amalia, principesse dei Modena. Troili, pur non intuendo l'origine extraterrestre del fenomeno, fornì con il suo trattato una delle prime cronache relative alla caduta di una meteorite arricchendo la descrizione con i racconti dei testimoni.
Nel suo rapporto Troili racconta che verso le 5 del pomeriggio, il cielo era limpido ad eccezione di alcune nuvole sulle montagne all'orizzonte, alcune persone che stavano lasciando i campi videro un lampo lontano e udirono un suono simile ad una palla di cannone sparata lontano. In molti notarono un corpo muoversi velocemente nel cielo e cadere verso terra. Alcuni dissero di aver visto questo corpo tutto infuocato, due donne riferirono di averlo visto scuro e fumante e dovettero aggrapparsi ad un ramo per non cadere a causa del violento contraccolpo dovuto all'impatto. La pietra cadendo al suolo produsse un buco profondo circa un metro e si ruppe istantaneamente di numerosi pezzi. Era una pietra pesante, di forma irregolare e magnetica. La superficie appariva come se fosse stata bruciata dal fuoco. Le parti interne assomigliavano ad arenaria con scintille d'acciaio.
Il trattato del Troili, oggi conservato presso la Biblioteca Estense universitaria di Modena, non fornisce indicazioni precise sul luogo dell'impatto e non riporta quale storia subirono i tre frammenti in cui si ruppe il meteorite.
Tra il 1840 ed il 1842, il Museo di Storia Naturale della Reale Università di Modena acquistò da un privato due grossi frammenti del prezioso meteorite, tuttavia di un esemplare si persero le tracce.
Oltre a descrivere il fenomeno Troili esaminò accuratamente il meteorite e notò grani di un minerale simile all'ottone che chiamò "marchesita" e che a lungo si pensò essere pirite (FeS2). Nel 1862 il mineralogista tedesco Gustav Rose analizzò la composizione di questo minerale e ne determinò una formula chimica diversa: FeS. Rose chiamò questo nuovo minerale Troilite in onore di Domenico Troili.